# 巴特恩豪森
巴特恩豪森（德語：Bad Oeynhausen，發音：[baːt ˈʔøːnˌhaʊzn̩] ⓘ）是德国北莱茵-威斯特法伦州代特莫尔德行政区明登-吕伯克县的城市，面积64.83平方千米，2023年12月31日人口为49,566人。